# La Farsa de Maître Pathelin

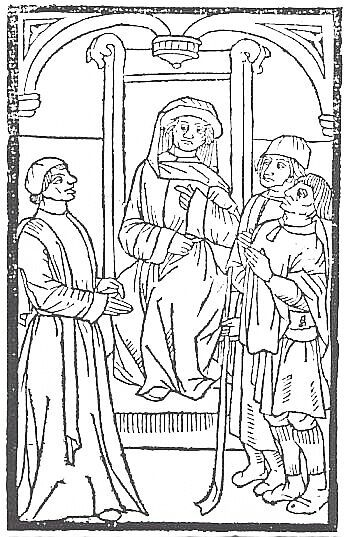
Maître Pathelin en el tribunal, escultura de la Edad Media.

La Farsa de Maître Pathelin (en francés La Farce de Maître Pathelin, La Farce de Maistre Pierre Pathelin, Farce Maître Pierre Pathelin o Farce de Maître Patelin) es una pieza de teatro (del tipo farsa) compuesta a finales de la Edad Media, hacia 1457. La primera edición impresa data de 1464. Se le atribuye la autoría de esta obra, a menudo considerada anónima a Guillaume Alexis.
La Farsa de Maître Pathelin está escrita en versos octosílabos (contiene 1605 versos) en dialecto de Île-de-France. La popularidad de la pieza se prueba por el número de ediciones que fueron hechas antes del siglo XV.

## Personajes
Los diferentes personajes de la historia son:
- Maître Pierre Pathelin, pobre abogado malo. (Maese Patelín)
- Guillemette, su señora
- Maître Guillaume Joceaulme, drapier (vendedor de telas)
- Thibault [Agnelet], berger de maître Guillaume
- Le Juge (el juez)